# Kanton Hendaye
Kanton Hendaye (francouzsky Canton d'Hendaye) je francouzský kanton v departementu Pyrénées-Atlantiques v regionu Akvitánie. Tvoří ho čtyři obce.

## Obce kantonu
- Biriatou
- Ciboure
- Hendaye
- Urrugne